# Rebecca (nome)
Rebecca  è un nome proprio di persona italiano femminile.

## Varianti in altre lingue
- Arabo: رافيقة (Rafiqa, Rafqa), رفقة (Rifqa)
- Bulgaro: Ребека (Rebeka)
- Danese: Rebekka[3]
- Ebraico: רִיבְקָה (Rivka)[3]
  - Ipocoristici: רִיבָה (Riva)[3]
  - Ebraico biblico: רִבְקָה (Rivqah, Ribqah, Ribhqeh)[2][3][4][5]
- Faroese: Rebekka[3]
- Finlandese: Rebekka[3]
- Francese: Rébecca[3]
- Greco biblico: Ρεβέκκα (Rebekka, Rhebekka)[3][4][5]
- Greco moderno: Ρεβέκκα (Revekka)
- Inglese: Rebecca[3][5], Rebeccah[3], Rebeckah[3], Rebekah
  - Ipocoristici: Becca[3], Becka[3], Beckah[3], Becky[3], Beccy[3], Bekki[3], Reba[3]
- Islandese: Rebekka[3]
- Latino: Rebecca[1][3][4][5]
- Norvegese: Rebekka[3]
- Olandese: Rebekka[3]
- Polacco: Rebeka
- Portoghese: Rebeca[3]
- Rumeno: Rebeca
- Russo: Ревекка (Revekka)
- Sloveno: Rebeka
- Spagnolo: Rebeca[3]
- Svedese: Rebecca[3], Rebecka[3]
- Tedesco: Rebekka[3]
- Ungherese: Rebeka[3]
- Yiddish: רִיפְקָא (Rifka)[3]

## Origine e diffusione

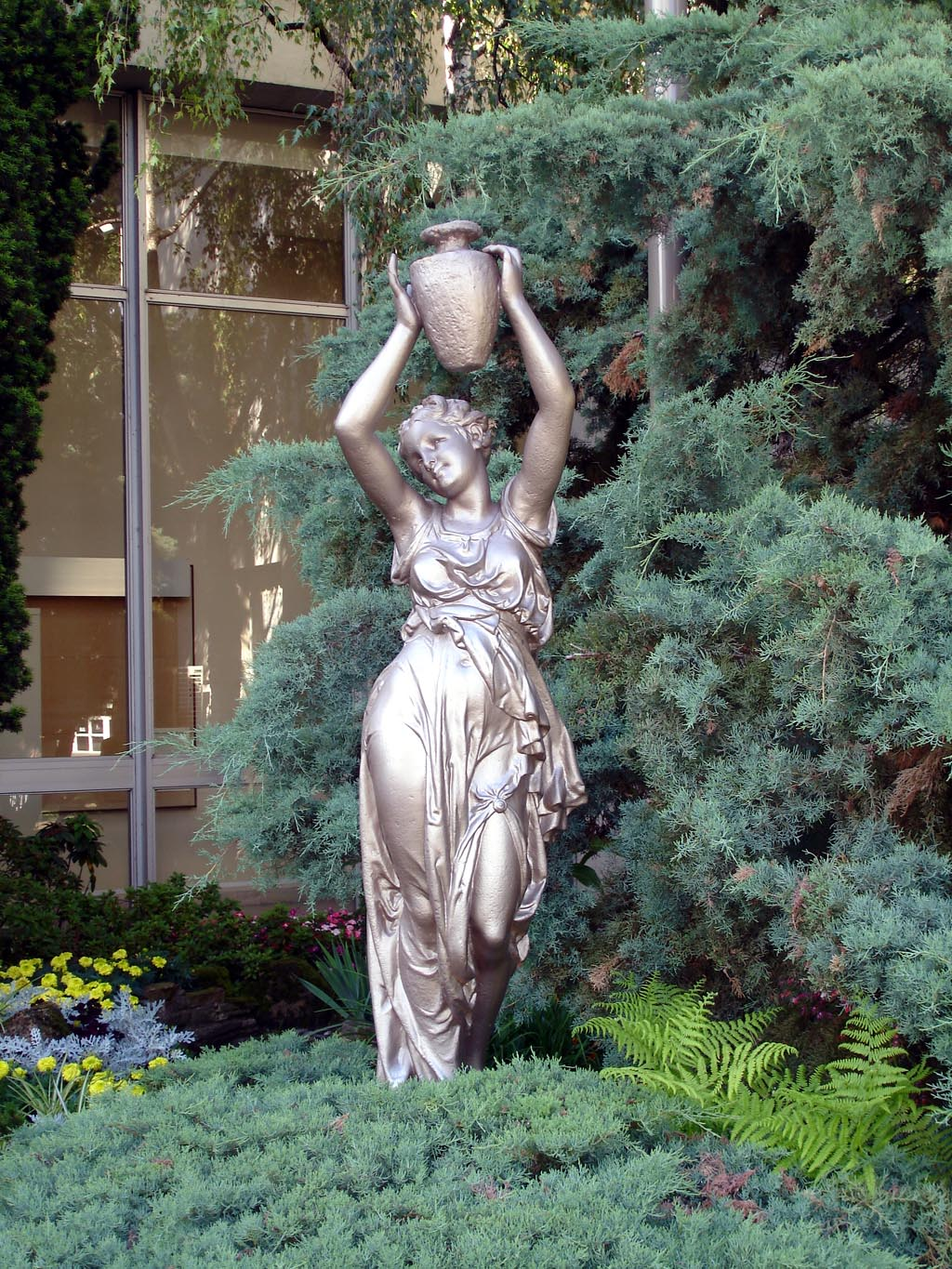
Statua di Rebecca a Franconville

Si tratta di un nome biblico, ripreso da Rebecca, moglie di Isacco e madre di Giacobbe ed Esaù. Etimologicamente deriva dall'ebraico רִבְקָה (Rivqah o Ribqah), dall'origine dubbia; potrebbe risalire ad una radice semitica r-b-q avente il significato di "unire", "legare", "catturare", quindi "connessione".
Oltre che nelle comunità ebraiche, gode di particolare diffusione nei paesi protestanti, dove è più radicato l'uso di nomi tratti dalla Bibbia; in inglese, ad esempio, fu uno dei nomi che presero piede dopo la Riforma Protestante, divenendo popolare fra i Puritani durante il XVII secolo. In Italia è invece piuttosto raro, attestandosi principalmente in Lombardia, anche se acquisì una certa popolarità nei tardi anni Quaranta, grazie al film Rebecca - La prima moglie.

## Onomastico
Tradizionalmente l'onomastico ricorre il 23 settembre in memoria della già citata Rebecca, moglie di Isacco; è ricordata anche il 24 dicembre, unitamente agli altri antenati di Cristo dell'Antico Testamento. Si ricordano con questo nome anche una martire spagnola del I secolo, festeggiata sempre il 23 settembre, e santa Rebecca Ar-Rayès, religiosa dell'Ordine Libanese Maronita, festeggiata il 23 marzo.

## Persone

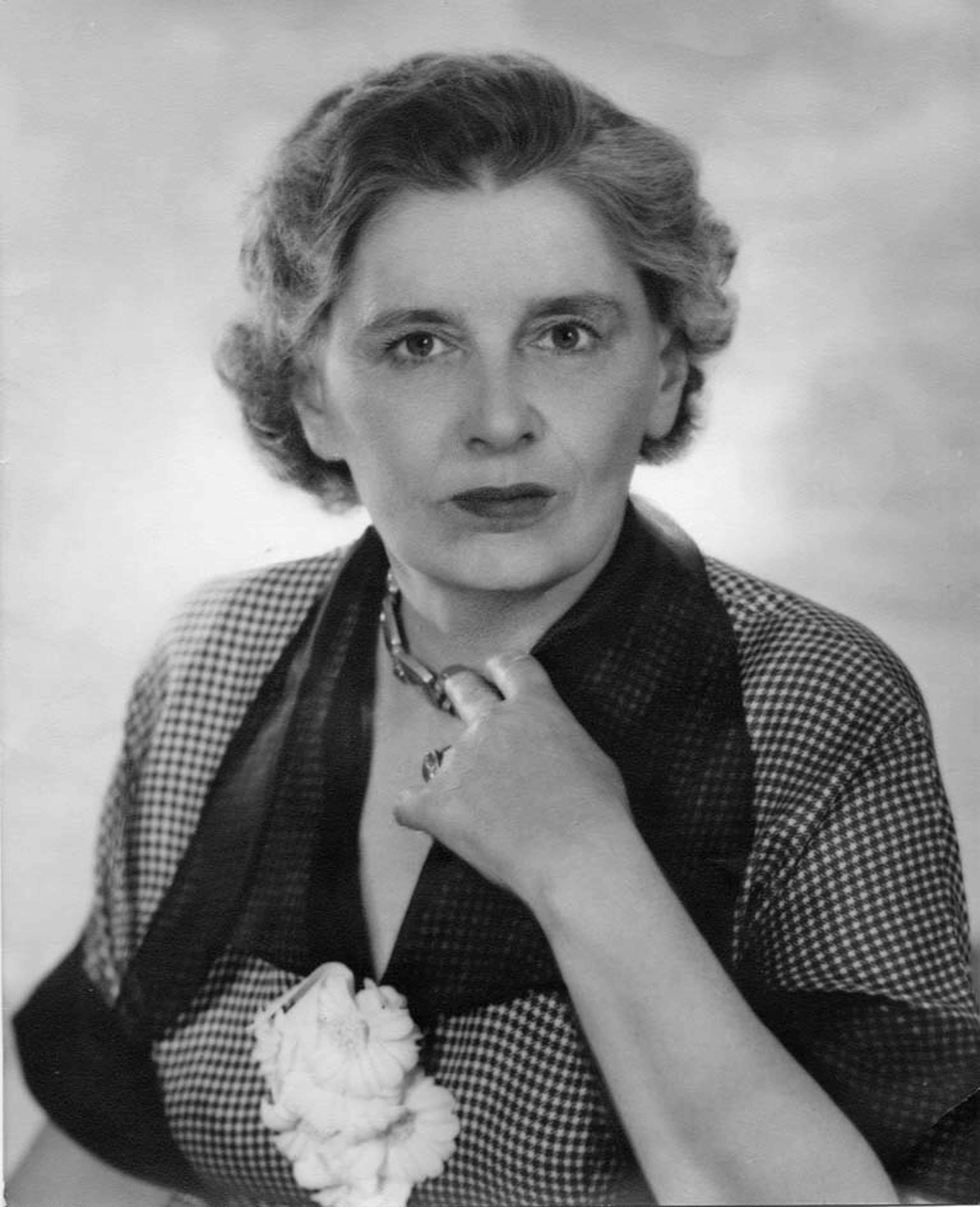
Rebecca West

- Rebecca Breeds, attrice australiana
- Rebecca De Mornay, attrice e regista statunitense
- Rebecca Ferguson, cantante britannica
- Rebecca Gayheart, attrice ed ex modella statunitense
- Rebecca Hall, attrice britannica
- Rebecca Horn, scultrice e regista tedesca
- Rebecca Latimer Felton, politica statunitense
- Rebecca Mader, attrice britannica
- Rebecca Miller, regista, attrice e scrittrice statunitense
- Rebecca Nurse, artigiana statunitense, vittima del processo alle streghe di Salem
- Rebecca Romijn, attrice e modella statunitense
- Rebecca Staffelli, showgirl italiana
- Rebecca Quin, wrestler, attrice e stunwoman irlandese
- Rebecca West, scrittrice britannica

### Variante Rebeca

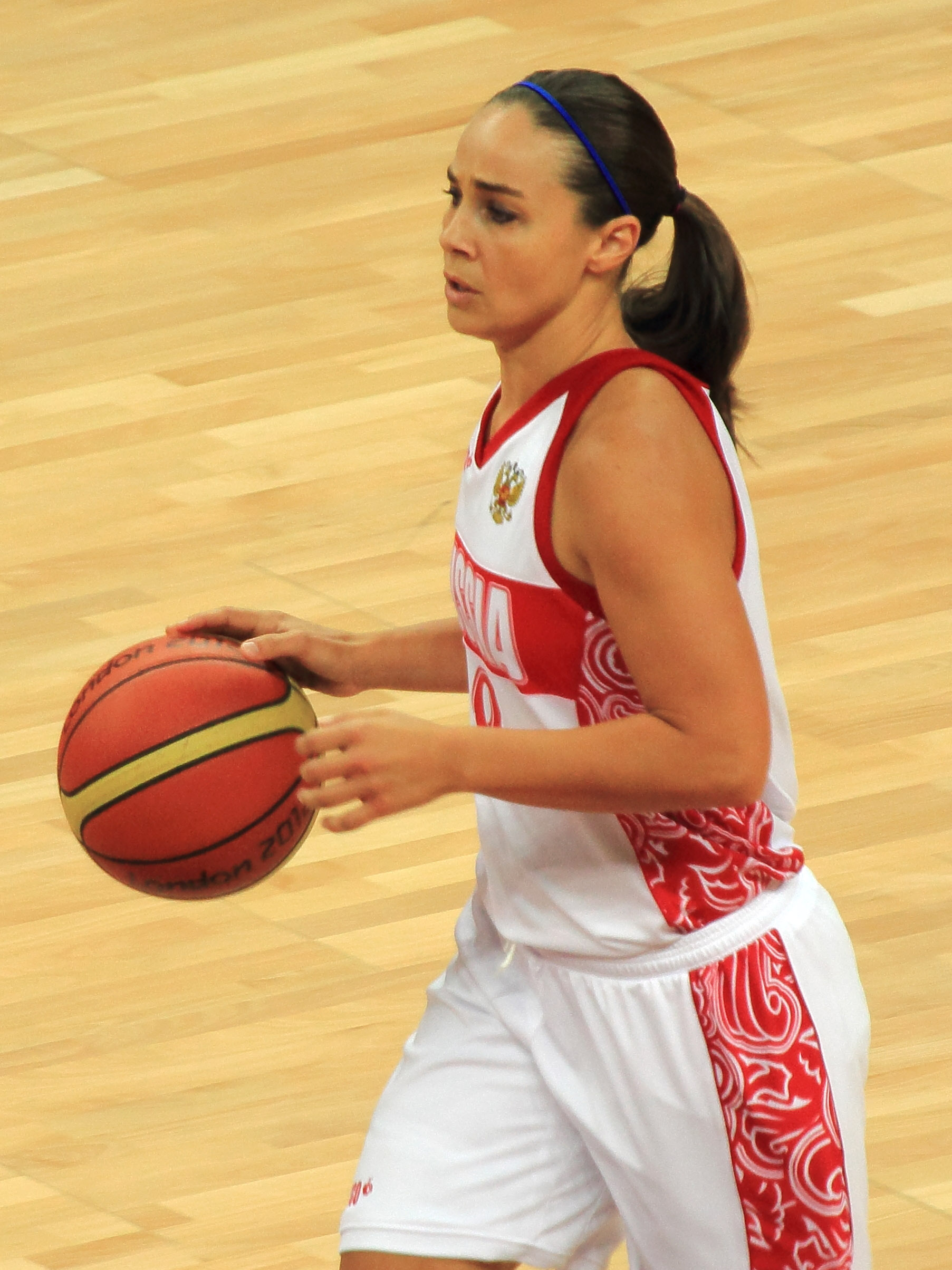
Becky Hammon

- Rebeca Linares, pornoattrice spagnola
- Rebeca Martínez, prima persona ad essere operata per il Craniopagus parasiticus
- Rebeca Moreno, modella salvadoregna

### Variante Becky
- Becky Behar, saggista e conferenziera turca
- Becky Dorsey, sciatrice alpina statunitense
- Becky G, cantante e attrice statunitense
- Becky Hammon, cestista statunitense naturalizzata russa
- Becky Lynch, ring-name della wrestler, attrice e stuntwoman irlandese Rebecca Quin sopracitata
- Becky Smith, nuotatrice canadese
- Becky Wahlstrom, attrice statunitense

### Altre varianti

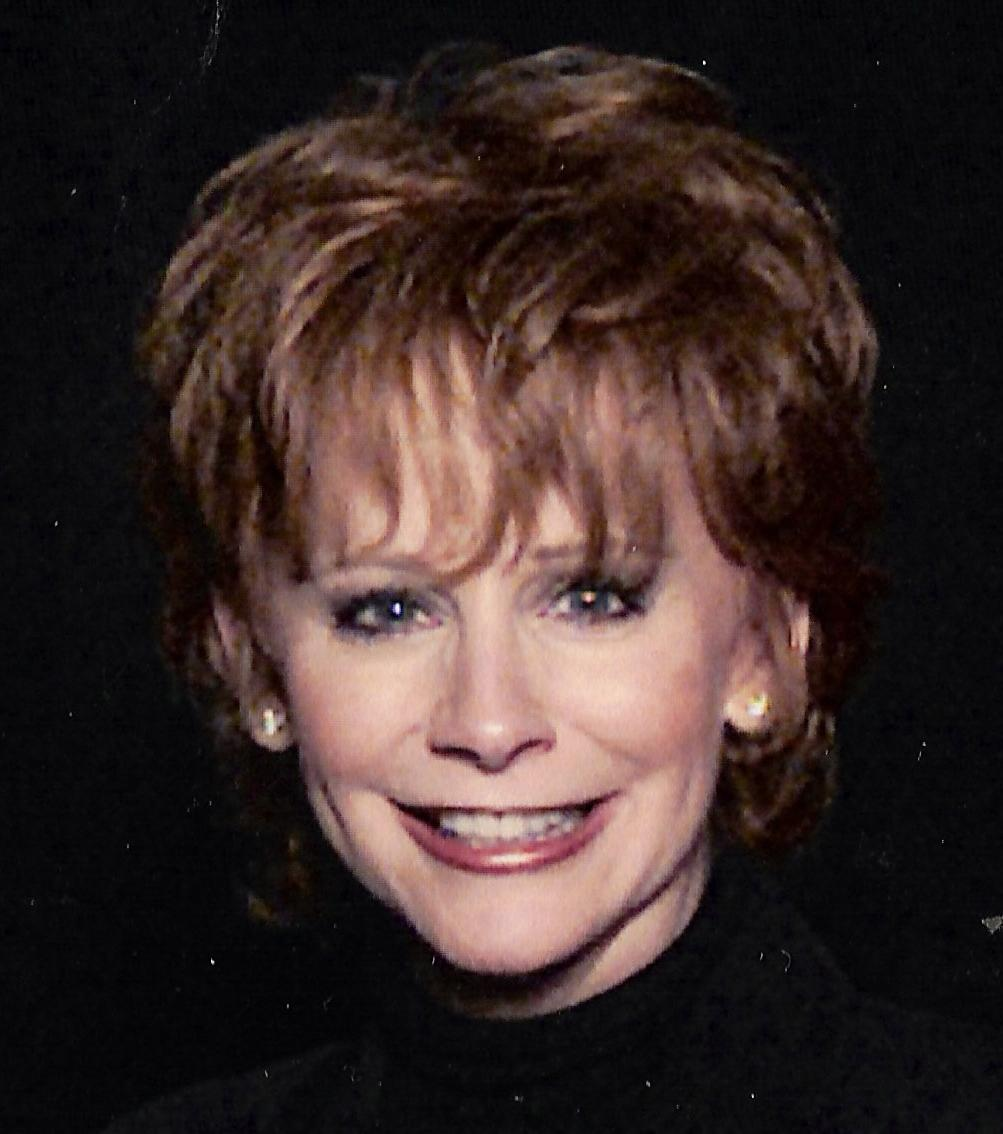
Reba McEntire

- Rebekah Brooks, giornalista ed editrice britannica
- Rebekkah Brunson, cestista statunitense
- Rebeka Dremelj, cantante, modella, attrice e conduttrice televisiva slovena
- Becca Fitzpatrick, scrittrice statunitense
- Rebecka Liljeberg, attrice svedese
- Reba McEntire, cantante, musicista e attrice statunitense
- Rebecka Törnqvist, cantante svedese

## Il nome nelle arti
- Rebecca è un personaggio del romanzo di Sir Walter Scott Ivanhoe.
- Rebeca è un personaggio del romanzo di Gabriel García Márquez Cent'anni di solitudine.
- Rebecca "Becky" Bloomwood è un personaggio della serie di romanzi I Love Shopping, scritta da Sophie Kinsella.
- Rebecca Chambers è un personaggio della serie di videogiochi Resident Evil.
- Rebecca De Winter è un personaggio del romanzo di Daphne du Maurier Rebecca, la prima moglie, e delle opere da esso derivate.
- Rebecca Harper è un personaggio della serie televisiva The Latest Buzz.
- Rebecca Harper è un personaggio della serie televisiva Brothers & Sisters - Segreti di famiglia.
- Becca Kotler è un personaggio del film del 2002 The Ring diretto da Gore Verbinski.
- Rebecka Martinsson è la protagonista della serie di romanzi gialli scritti dall'autrice svedese Åsa Larsson.
- Rebekah Mikaelson è un personaggio delle serie televisive The Vampire Diaries e The Originals.
- Rebecca Randall è un personaggio del film del 1917 Rebecca of Sunnybrook Farm, diretto da Marshall Neilan.
- Becky Sharp è un personaggio del romanzo di William Makepeace Thackeray La fiera della vanità, e del film del 1935 da esso tratto Becky Sharp, diretto da Rouben Mamoulian e Lowell Sherman.
- Rebecca è un personaggio del manga One Piece.
- Robecca Steam è un personaggio della linea di bambole Monster High, figlia delle Hexiciah Steam, uno scienziato pazzo.
- Rebecca Evans è un personaggio del film The Roommate - Il terrore ti dorme accanto.
- Rebecca è una canzone di Demis Roussos.
- Rebecca è una canzone di Gianna Nannini.
- Rebecca è un personaggio della serie televisiva The Guardians of Justice.